# H.P.L. van den Beld
Herman Pieter Louis van den Beld (Rotterdam, 22 november 1915 – Hilversum, 27 juni 1994) was een Nederlands politicus van de VVD.
Hij werd geboren in Rotterdam maar verhuisde op 5-jarige leeftijd naar Roosendaal waar hij aan het gymnasium begon. In Amsterdam vervolgde hij zijn studie aan het gymnasium waarna hij rechten ging studeren aan de Universiteit van Amsterdam. Hij is in 1941 afgestudeerd en na gewerkt te hebben bij het departement van sociale zaken vestigde hij zich in 1945 als advocaat in Roosendaal en in 1949 in Amsterdam. In 1956 trad hij in dienst bij de gemeentelijke sociale dienst van Amsterdam en in augustus 1968 werd hij aangesteld als directeur van de gemeentelijke sociale dienst van Den Helder. In augustus 1970 werd Van den Beld benoemd tot burgemeester van de Zeeuws-Vlaamse gemeente Sluis waar hij P.F. van Hootegem opvolgde die na diens pensionering in 1965 als waarnemend burgemeester was aangebleven. Van den Beld ging in december 1980 met pensioen en overleed midden 1994 op 78-jarige leeftijd.